# TSVハルトベルク
TSVハルトベルク（ドイツ語: TSV Hartberg）は、オーストリア・シュタイアーマルク州のハルトベルクを本拠地とする総合型スポーツクラブである。プロサッカーチーム以外にも体操、陸上競技、柔道、空手、チェス、スキー、卓球、自転車競技、新体操、スカッシュ、バレーボール等の部門を擁している。

## 概要
1946年に創設されたクラブ。オーストリア4部所属時代はオーストリア・カップで数々のジャイアントキリングを起こして全国的に知られるようになった。1996年以降はレギオナルリーガ（3部）とエアステリーガ（2部）を行き来していた。
2018-19シーズンにブンデスリーガ（1部）に昇格した。
ユニフォームがシャツやショーツ、ソックスに至るまでスポンサーのロゴで埋め尽くされていることで知られている。

## タイトル

### 国内タイトル
- レギオナルリーガ中部（3部）: 4回
  - 1995-96, 1998-99, 2005-06, 2008-09
- ランデスリーガ シュタイアーマルク州（4部）: 3回
  - 1987-88, 1989-90, 1994-95

### 国際タイトル
なし

## 過去の成績
| シーズン | リーグ戦         | リーグ戦 | リーグ戦 | リーグ戦 | リーグ戦 | リーグ戦 | リーグ戦 | リーグ戦 | リーグ戦 | オーストリア・カップ |
| シーズン | ディビジョン     | 順位     | 試       | 勝       | 分       | 敗       | 得       | 失       | 点       | オーストリア・カップ |
| -------- | ---------------- | -------- | -------- | -------- | -------- | -------- | -------- | -------- | -------- | -------------------- |
| 2016-17  | レギオナルリーガ | 1位      | 30       | 19       | 5        | 6        | 74       | 38       | 62       | 2回戦敗退            |
| 2017-18  | エアステリーガ   | 2位      | 36       | 20       | 8        | 8        | 63       | 34       | 68       | 準々決勝敗退         |
| 2018-19  | ブンデスリーガ   | 11位     | 32       | 10       | 5        | 17       | 48       | 66       | 22       | 準々決勝敗退         |
| 2019-20  | ブンデスリーガ   | 5位      | 32       | 12       | 6        | 14       | 52       | 74       | 27       | 1回戦敗退            |
| 2020-21  | ブンデスリーガ   | 7位      | 32       | 12       | 11       | 9        | 38       | 48       | 32       | ベスト16             |
| 2021-22  | ブンデスリーガ   | 10位     | 32       | 7        | 12       | 13       | 43       | 47       | 22       | 準決勝敗退           |

## 欧州の成績
| シーズン | 大会                 | ラウンド  | 対戦相手               | ホーム | アウェー | 合計 |  |
| -------- | -------------------- | --------- | ---------------------- | ------ | -------- | ---- |  |
| 2020-21  | UEFAヨーロッパリーグ | 予選2回戦 | ピアスト・グリヴィツェ | N/A    | 2-3      | N/A  |  |

## 現所属メンバー
2021年7月22日現在
注：選手の国籍表記はFIFAの定めた代表資格ルールに基づく。
| No. | Pos. |              | 選手名                   |
| --- | ---- | ------------ | ------------------------ |
| 1   | GK   | オーストリア | レネ・スウェテ           |
| 5   | DF   | オーストリア | マンフレッド・ゴルナー   |
| 6   | MF   | オーストリア | フィリップ・エルハルト   |
| 7   | MF   | オーストリア | マイケル・ジョン・レマ   |
| 8   | MF   | オーストリア | マルセル・シャントル     |
| 9   | FW   | セルビア     | ネマニャ・ベラコビッチ   |
| 10  | MF   | ドイツ       | ノエル・ニーマン         |
| 11  | MF   | クロアチア   | マティヤ・ホルバト       |
| 14  | DF   | オーストリア | クリスティアン・クレム   |
| 16  | DF   | オーストリア | マリオ・ゾンライトナー   |
| 18  | FW   | オーストリア | フィリップ・シュトルム ( |

| No. | Pos. |              | 選手名                           |
| --- | ---- | ------------ | -------------------------------- |
| 20  | MF   | オーストリア | マルク・アンドレ・シュマーベック |
| 21  | GK   | オーストリア | フロリアン・ファイスト           |
| 22  | DF   | オーストリア | ダヴィド・ステク                 |
| 23  | MF   | オーストリア | トビアス・カインツ               |
| 24  | FW   | オーストリア | ダリオ・タディッチ               |
| 26  | FW   | ベルギー     | ガブリエル・レモワーヌ           |
| 28  | MF   | オーストリア | ユルゲン・ハイル                 |
| 29  | MF   | オーストリア | サシャ・ホルヴァート             |
| 30  | FW   | ガーナ       | セト・パイントシル               |
| 31  | DF   | オーストリア | トーマス・ロッター               |
| 32  | DF   | オーストリア | フェリックス・ルッケネダー       |
| 35  | GK   | オーストリア | ラファエル・サリンガー           |
| 77  | FW   | コソボ       | ドニス・アヴディヤイ             |

## 歴代監督
- マルクス・ショップ 2018-2021
- クラウス・シュミット (2022-)

## 歴代所属選手
- マヌエル・プリートル 2011-2012
- ペテル・ジュリ 2013-2014
- ドミニク・フリーザー 2013-2015
- フロリアン・フレッカー 2018-2019
- モハメド・カマラ 2019
- アンドレアス・リーンハルト 2019-
- ティノ＝スヴェン・スシッチ 2019